# 프랑스-몽골 동맹

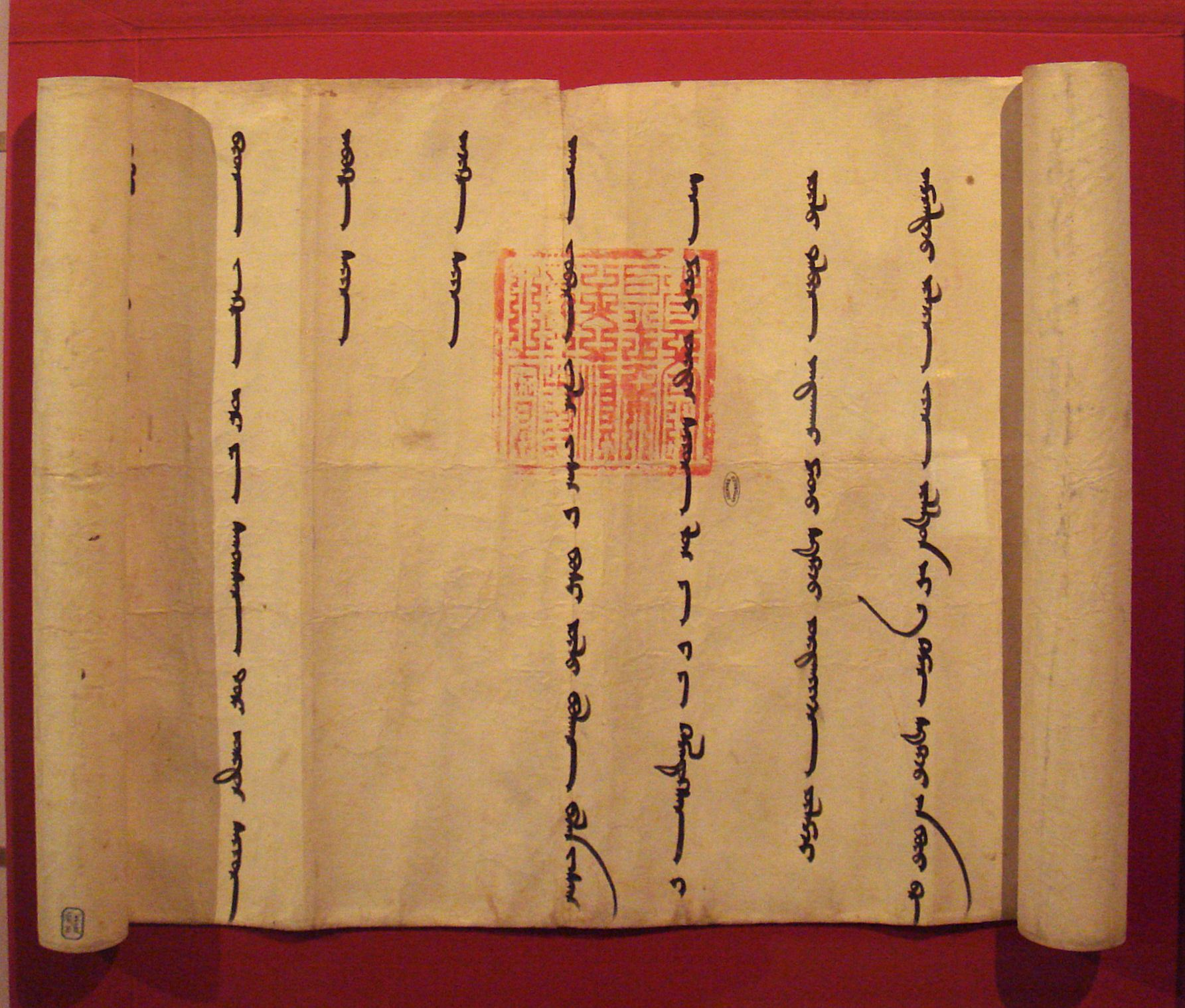
1305년 일 칸국의 울제이투가 필리프 4세에게 군사 협력을 제안하며 보낸 서신

프랑스인 십자군과 몽골 제국 간에 이슬람 칼리프 국가들에 대한 군사 동맹을 맺는 시도가 13세기에 여러 번 진행됐다. 그러한 동맹은 확실한 선택지처럼 보였다. 궁정에 유력한 네스토리우스교 신자들이 많이 있던 것에서 드러나는 바, 몽골 제국은 이미 기독교에 대한 공감을 갖고 있었기 때문이었다. 프레스터 존의 도움을 받아 성지를 회복한다는 전설과 관련하여, 프랑스는 동방 세력으로부터 지원을 받는다는 개념에 개방적이었다. 프랑스와 몽골은 또한 무슬림 세력을 공동의 적으로 간주했다. 그러나 외교적인 언급, 선물, 사절단이 수 십 년 간 오갔음에도 동맹은 성과를 내지 못했다.
유럽인과 몽골인의 접촉은 1220년 경 시작했는데 교황이나 유럽 상인들의 외교적인 메시지가 몽골 제국의 칸, 그리고 그 후 일 한국의 지도자들에게 전달됐다. 이러한 접촉은 대개 유럽인들이 몽골인들의 개종을 설득하고, 몽골 측에서는 조공을 요구하는 식으로 진행됐다. 몽골 제국은 이미 아시아 전역에서 수많은 기독교 및 무슬림 국가를 정복했고 알무트, 아바스 왕조, 아이유브 왕조를 정복한 후 수 세대 동안 맘루크 왕조를 정복하고자 했다. 킬리키아 아르메니아 왕국의 헨툼 1세는 1247년 몽골 측에 신종했고 다른 왕국들에도 기독교-몽골 동맹에 참가할 것을 강력하게 추천했으나 그의 사위인 안티오크 공국의 지도자 보에몽 4세만이 1260년 신종했을 뿐이었다. 다른 기독교 세력 지도자들은 몽골 측을 불신했고 해당 지역에서 가장 중요한 위협 세력으로 인식했는데, 가령 아크레 남작은 1260년 맘루크 왕조가 자신의 영토를 통해 진군하여 몽골 측과 아인잘루트 전투를 치를 수 있도록 했다.
유럽인들의 몽골에 대한 입장은 1260년대 중반부터 공포스러운 적에서 무슬림에 대항하는 잠재적인 동맹으로 변하기 시작했다. 몽골 측은 이 사실을 이용하여 재정복되니 예루살렘을 협력의 대가로 유럽 측에 넘기겠다고 약속했다. 훌라구부터 울제이투에 이르기까지 일 한국의 많은 지도자들이 동맹을 성사하려고 시도를 했지만 성공하지 못했다. 몽골 측은 1281년부터 1312년 사이에 시리아를 몇 번 침공했는데 프랑스인들과 종종 협력하려고도 했지만 물류상의 상당한 어려움으로 인해 병력이 수 개월 후에 도착해서 서로 효과적으로 협조하지 못했다. 몽골 제국은 분할됐고 맘루크 왕조는 십자군으로부터 팔레스타인과 시리아 전역을 차지했다. 1291년 아크레 함락 이후 잔존 십자군 세력은 키프로스로 후퇴했다. 그 후 토르토사(오늘날의 타르투스)로부터 3km 떨어진 섬에 있는 아르와드에 교두보를 구축하여 몽골과 군사 행동을 조정하려는 마지막 시도를 했으나 계획은 실패했고 무슬림 세력은 해당 섬에 대해 공방전을 실시하여 1302년 함락시켰다.